# ロケットストーブ

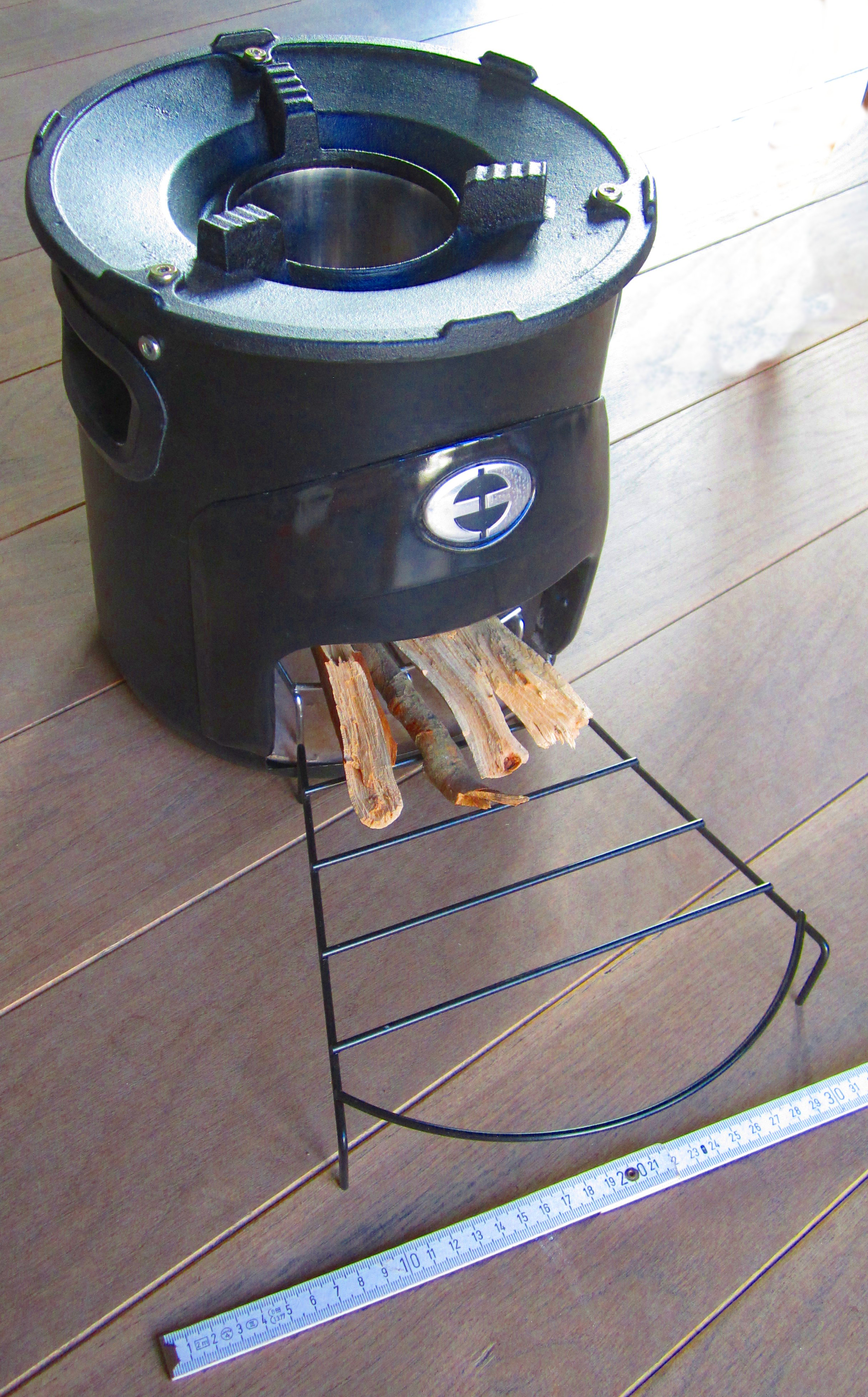
調理コンロタイプのロケットストーブ

ロケットストーブ（英: Rocket Stove)、ロケットマスストーブ(英: Rocket Mass Stove)、エコストーブ、および暖房目的として使われるロケットヒーター（英: Rocket Mass Heater）は、断熱された排気管(ヒートライザー)と燃焼管(バーントンネル)を持ち、薪などを燃料として使用する燃焼機器のことである。典型的なロケットストーブは、「J」字型に配置された燃焼管に断熱材を周囲に詰め込んだ簡易な構成で実現できる。設計図や応用例が広く公開されており、製作は比較的簡単である。また薪火の経験が少なくても比較的簡単に使用できることも特徴の一つである。
燃焼運転を開始すると、排気管から勢いよく排気され、火力によっては炎も見える様から「ロケット」ストーブと呼ばれている。
1980年代、アメリカ合衆国の応用生態学の学者でイアント・エバンスらが、発展途上国で使用することを前提とした適正技術として、ロケットストーブを最初に開発した。イアント・エバンスらの主張によれば、長年、途上国の農村で悩まされてきた室内での薪ストーブによる煙や粉塵の発生を解決できたとしている。
日本にロケットストーブを紹介したのは、広島県三次市で「共生庵」を開き社会活動をおこなっている荒川純太郎である。2005年、アメリカ合衆国を旅行していた荒川が、オレゴン州で訪問した家庭にあったロケットストーブに興味を持ち、英語版の簡素なマニュアルを持ち帰ってストーブの自作を始めた。荒川が作ったロケットストーブの話を聞いた石岡敬三が2011年に「現代農業」にロケットストーブの連載を始め、これにより日本での認知度が高まった。

## 燃焼原理

### 薪の燃焼過程

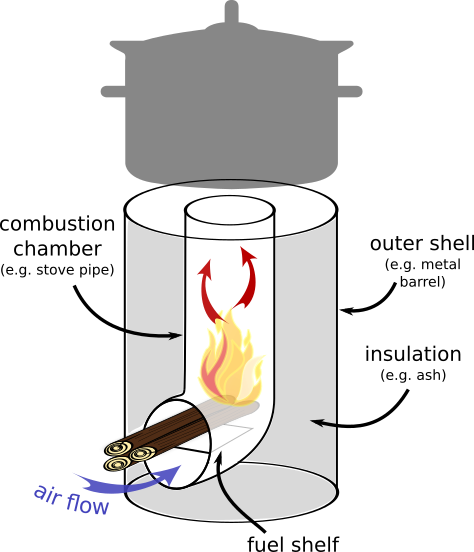
ロケットストーブ(L字型)の概念図

以下に、薪の燃焼についておよその温度と燃焼反応の関係を箇条書きで示す。
- 100度で薪に含まれる水分が蒸発する[9]。
- 200度程度で、薪の成分が分解され木ガス（英語版）が発生する[9]。
- 260度以上で木ガスの一部と酸素が反応する(一次燃焼)[9]。
- 600度程度で一次燃焼では燃えない木ガス成分と酸素が反応する(二次燃焼)[9]。

### ロケットストーブの燃焼過程
ロケットストーブは、薪を二次燃焼まで引き起こす燃焼方式であるが、以下に、ロケットストーブの燃焼過程を箇条書きで示す。
- ロケットストーブは、その中央に上下方向に沿ったヒートライザー(熱上昇路)がある[2]。
- ヒートライザー下部、水平方向にバーントンネル(燃焼路)があり、バーントンネルの入り口が焚口になっている[2]。
- バーントンネルにくべられた薪が燃焼すると木ガスが発生する[2]。
- 発生した木ガスがヒートライザー内で二次燃焼を起こす。
- 煙突効果が生じ、ヒートライザー内部に強い上昇気流が発生する。
- 上昇気流によりバーントンネルに負圧が生じ、外気が薪口からバーントンネルに引き込まれる。

### まとめ
上述の通り、ロケットストーブの燃焼の特徴は、燃焼路への空気の吸い込みを増やす点にある。通常、ストーブは煙突が高いほど空気の吸い込みが増える。ストーブの経験則として「新しく作った煙突は吸い込みが悪い」というものがあるが、これは新しい煙突の場合、燃焼ガスが煙突内壁に触れて冷えてしまい圧力差が低下するためである。古い煙突は内壁がススで覆われてこれが保温効果を増すため吸い込みがよくなる。
すなわち、ロケットストーブとは「燃焼容器に断熱煙突を組み込んだ燃焼機器」であり、煙突を断熱材で囲うことにより煙突の内外の圧力差を大きくしたものである。

## 構造

### 構造概要

典型的なロケットストーブ（J字型）の二面図。1: フューエルフィード. 2: バーントンネル. 3: ヒートライザー 5: ファイヤボックス (フューエルフィード・バーントンネルヒートライザーで構成) 4 と 6: ダウンドラフトベル / バレル 7: マニフォールド

イアント・エバンスは、ロケットストーブの設計上の注意点として以下を挙げている。
- 焚き口の一番うえから、ヒートライザーの一番上までは、25–40インチ (64–102 cm)  の長さをとることが最も重要である[12][注 1]。
- ヒートライザー[注 2]の断面積・煙突の断面積は、バーントンネルの断面積より[注 3]、広くする[13]。これは、燃焼の遅滞や煙の逆流を避けるためである[13]。
- バーンチューブ（焚き口）[注 4]の高さはあまり高くとらない[13]。火が焚き口の上にまで燃え上がってくる状態は好ましくなく、燃焼がロケットストーブの底だけで起きている状態が好ましい[13]。
- バーントンネル[注 3]は、ロケットストーブの管のなかで一番断面積を狭くする[13]。
- ヒートライザー[注 2]とバーンチューブ（焚き口）[注 4]の高さの差は、燃焼プロセスで生じる気流が上がっていく高さになる[12]。煙突効果による吸引の具合はこの高さの差に比例する[12]。
- 排気ダクト[注 5]の断面積は、ヒートライザーと同じかそれよりも大きい面積にする[12]。排気ダクトは複数あっても良い[12]。

### 断熱
ヒートライザーの周囲には、断熱材をまきつけて、「必ず断熱」する必要がある。これによりヒートライザーを高温に保つことができ、薪の二次燃焼を促進する効果が得られる。またバーントンネルも同様に断熱する。石綿が使えない現状では、断熱材には、軽石、パーライトと粘土を混ぜたものを使用するとよい。

## 製作
ロケットストーブの原理を押さえてあれば、さまざまな材料を使って製作できる。一般的な製法は、一斗缶やペール缶などの金属の缶と、煙突用として市販されているステンレス製の鋼管を中に通してこれを燃焼路とするものである。そして缶と燃焼炉の間のすき間を園芸のパーライトやバーミキュライトを断熱材として詰める。
ただしバーントンネルやヒートライザーにステンレスなどの鋼管を使用した場合、熱によって徐々に劣化する。この問題を回避するため、レンガや瓦、粘土を使ってロケットストーブを作る例もある。

## 特徴

### 長所と短所
ロケットストーブの長所と短所は以下の通りである。
長所
- 竈などに比べれば燃焼効率が良い。
- 薪ストーブでは比較的向かないとされる針葉樹や竹も十分使用できる。
- タールやすす、煙の排出は少ない。
- 調理用途につかう場合には一気に火力が必要な煮炊きに向く（弱火やトロ火は不可能）。

短所
- 焚口が比較的小さいため、太い薪は使えない。そのため薪割りの手間が余分にかかる。燃焼時は頻繁に薪を追加する必要がある。
- 微妙な火力調整が難しい。
- 無煙ではないため、室内で使用する場合は排気対策が必要となる。
- バーントンネルやヒートライザーにステンレス管などの鋼管を用いると高温のため腐食が進みやすい。
- 熱効率のために横引きを長くした煙突を用いると横引きの部分にすすやタールが付着し、煙道火災を起こす可能性がある。
- アメリカのEPAやEUのEN13240イギリスのBS EN13240といった公的機関や公的規制で承認される環境性能や燃焼効率を持っている暖房機器としてのロケットストーブは全く存在しない。

## 応用

### 暖房ベンチ
ロケットストーブを大型化して暖房目的にした「ロケットヒーター」、また、応用例として「暖房ベンチ」が、ある。「暖房ベンチ」は一種の床暖房で、ドラム缶などを使ってロケットストーブを大型化し、排気路を水平に配置してその上を土で塗り固め、ここをベンチにしたものである。また土に砕石を混ぜると蓄熱効果が増す。
欧米や途上国では、このロケットストーブを利用した暖房ベンチをコブハウスに組み込んだ例が多数報告されている。

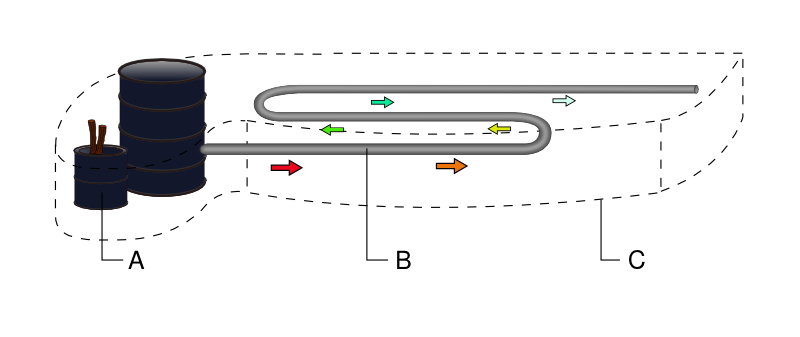
ロケットストーブを応用した暖房ベンチでの排気の引き回し構造
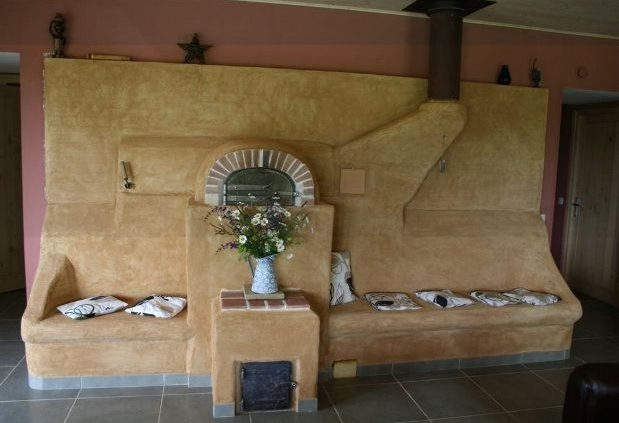
ロケットストーブを応用した暖房ベンチの例
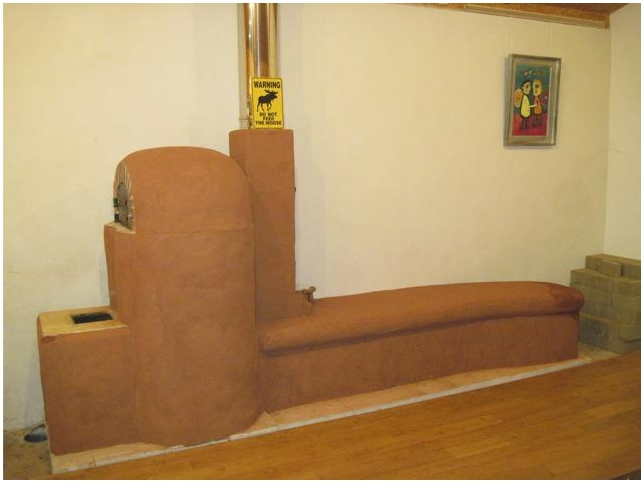
ロケットストーブを応用した暖房ベンチの例
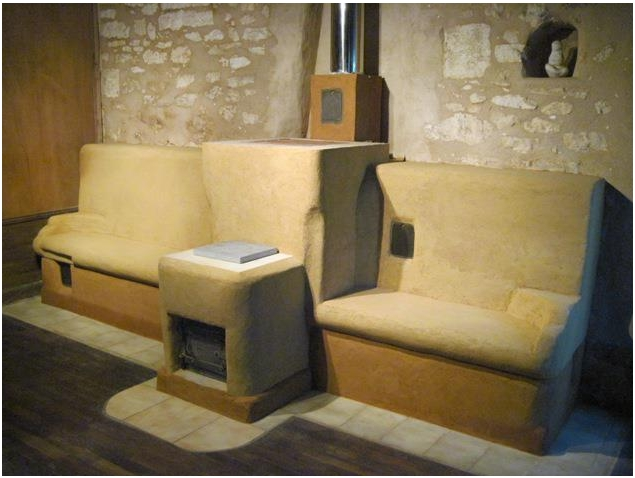
ロケットストーブを応用した暖房ベンチの例

### 加熱調理器
レンガ22個を組み合わせて製作した簡易なロケットストーブで、0.8kgの薪で米5合を20分で炊いたという報告がある。